# ТЕС Камасарі (CHESF)
12°37′19″ пд. ш. 38°20′52″ зх. д. / 12.62194° пд. ш. 38.34778° зх. д.
ТЕС Камасарі (CHESF) – теплова електростанція на сході Бразилії у штаті Баїя, яка належить компанії CHESF (варто відзначити, що існує ще одна ТЕС Камасарі, власником якої є нафтогазовий гігант Petrobras). 
У 1979 – 1981 роках на майданчику станції ввели в експлуатацію п’ять встановлених на роботу у відкритому циклі газових турбін виробництва Turbodyne Corporation e Eletric Machinery загальною потужністю 292,5 МВт.  
В 2003 – 2004 роках компанія Alstom провела модернізацію усіх турбін, збільшивши загальну потужність станції до 346,8 МВт.
Як паливо ТЕС первісно використовувала дизельне пальне. Наразі вона також може споживати природний газ, який надходить по трубопровідній системі штату Баїя. 
Видача продукції відбувається по ЛЕП, розрахованій на роботу під напругою 230 кВ.